# Amida dei Siri
Amida dei Siri (łac. Arcidiœcesis Amidenus Syrorum) – stolica historycznej archidiecezji w Imperium Osmańskim, współcześnie w Turcji. Erygowana w 1862, jednakże już w 1888 została włączona w struktury diecezji Mardin. Od 1963 katolickie biskupstwo tytularne przyznawane hierarchom syryjskokatolickim.

## Biskupi tytularni
| Lp. | Biskup                 | Od           | Do                |
| --- | ---------------------- | ------------ | ----------------- |
| 1   | Flavien Zacharie Melki | 6 lipca 1963 | 20 listopada 1989 |
| 2   | Jules Boutros          | 12 maja 2022 |                   |